# Роднички (Николаевский сельский округ)
Роднички (каз. Роднички) — исчезнувшее село в Осакаровском районе Карагандинской области Казахстана. Входило в состав Николаевского сельского округа. Упразднено в 1990-е годы.

## Население
По переписи 1989 г. в селе проживало 177 человек. Национальный состав: русские — 59 %, украинцы — 24 %.